# آبشار فیش کریک
آبشار فیش کریک (به انگلیسی: Fish Creek Falls) آبشاری است که در کلرادو، ایالات متحده آمریکا واقع شده و ارتفاع کلی ریزشگاه آن ۲۸۳ فوت (۸۶ متر) است.